# Zapadnyj Bug Brześć
Zapadnyj Bug Brześć (ros. Западный Буг, biał. Заходні Буг, Zachodni Buh) – białoruski męski zespół siatkarski z Brześcia. Zdobywca Pucharu Białorusi oraz dwukrotny wicemistrz Białorusi. Swoje mecze rozgrywa w sportowym kompleksie "OLIMP" w Brześciu.
Zapadnyj Bug Brześć został założony w 1991 roku. W tym samym roku został zgłoszony do najwyższej klasy rozgrywkowej na Białorusi, w której występuje nieprzerwanie od sezonu 1991/1992.
Zapadnyj Bug Brześć należy do klubu WK Brześć (ros. Волейбольный клуб "Брест", Wolejbolnyj kłub "Briest").

## Bilans sezonów
| Sezon     | Rozgrywki ligowe | Rozgrywki ligowe |
| Sezon     | Poziom           | Miejsce          |
| --------- | ---------------- | ---------------- |
| 1992      | Wysszaja liga    | 4. miejsce       |
| 1992/1993 | Wysszaja liga    | 3. miejsce       |
| 1993/1994 | Wysszaja liga    | 3. miejsce       |
| 1994/1995 | Wysszaja liga    | 4. miejsce       |
| 1995/1996 | Wysszaja liga    | 4. miejsce       |
| 1996/1997 | Wysszaja liga    | 4. miejsce       |
| 1997/1998 | Wysszaja liga    | 3. miejsce       |
| 1998/1999 | Wysszaja liga    | 2. miejsce       |
| 1999/2000 | Wysszaja liga    | 4. miejsce       |
| 2000/2001 | Wysszaja liga    | 4. miejsce       |
| 2001/2002 | Wysszaja liga    | 2. miejsce       |
| 2002/2003 | Wysszaja liga    | 4. miejsce       |
| 2003/2004 | Wysszaja liga    | 7. miejsce       |
| 2004/2005 | Wysszaja liga    | 6. miejsce       |
| 2005/2006 | Wysszaja liga    | 5. miejsce       |
| 2006/2007 | Wysszaja liga    | 3. miejsce       |
| 2007/2008 | Wysszaja liga    | 5. miejsce       |
| 2008/2009 | Wysszaja liga    | 5. miejsce       |
| 2009/2010 | Wysszaja liga    | 5. miejsce       |
| 2010/2011 | Wysszaja liga    | 4. miejsce       |
| 2011/2012 | Wysszaja liga    | 5. miejsce       |
| 2012/2013 | Wysszaja liga    | 6. miejsce       |
| 2013/2014 | Wysszaja liga    | 6. miejsce       |
| 2014/2015 | Wysszaja liga    | 4. miejsce       |
| 2015/2016 | Wysszaja liga    | 5. miejsce       |
| 2016/2017 | Wysszaja liga    | 7. miejsce       |
| 2017/2018 | Wysszaja liga    | 6. miejsce       |
| 2018/2019 | Wysszaja liga    | 7. miejsce       |
| 2019/2020 | Wysszaja liga    | 5. miejsce       |
| 2020/2021 | Wysszaja liga    | 6. miejsce       |
| 2021/2022 | Wysszaja liga    | 5. miejsce       |

## Występy w europejskich pucharach
| Sezon     | Puchar                           | Osiągnięcie             |
| --------- | -------------------------------- | ----------------------- |
| 1992/1993 | Puchar CEV                       | faza kwalifikacyjna     |
| 1993/1994 | Puchar Europy Zdobywców Pucharów | II runda kwalifikacyjna |
| 1994/1995 | Puchar CEV                       | II runda kwalifikacyjna |
| 1995/1996 | Puchar CEV                       | I runda kwalifikacyjna  |
| 1998/1999 | Puchar CEV                       | II runda kwalifikacyjna |
| 2001/2002 | Puchar CEV                       | 1/8 finału              |
| 2002/2003 | Puchar Top Teams                 | II runda kwalifikacyjna |
| 2002/2003 | Puchar CEV                       | II runda kwalifikacyjna |
| 2007/2008 | Puchar Challenge                 | I runda                 |

## Osiągnięcia
- Mistrzostwa Białorusi:
  -  2. miejsce (2x): 1999, 2002
  -  3. miejsce (4x): 1993, 1994, 1998, 2007
- Puchar Białorusi:
  -  1. miejsce (1x): 1991
  -  2. miejsce (3x): 2008, 2014, 2015
  -  3. miejsce (3x): 2001, 2006, 2009
- Memoriał Tragicznie Zmarłych Siatkarzy Avii:
  -  1. miejsce: 2010